# Lepidozona crockeri
Lepidozona crockeri is een keverslakkensoort uit de familie van de Ischnochitonidae. De wetenschappelijke naam van de soort is voor het eerst geldig gepubliceerd in 1951 door Willett in Hertlein & Strong.